# Cephalodella papillosa
Cephalodella papillosa är en hjuldjursart som beskrevs av Myers 1924. Cephalodella papillosa ingår i släktet Cephalodella och familjen Notommatidae. Inga underarter finns listade i Catalogue of Life.